# Pyrausta multifidalis
Pyrausta multifidalis is een vlinder van de familie van de grasmotten (Crambidae). De wetenschappelijke naam van deze soort is voor het eerst voorgesteld door Pierre Chrétien in een publicatie uit 1911.

## Verspreiding
De soort komt voor in Algerije en Egypte.

## Waardplanten
De rups leeft op Lavandula multifida (Lamiaceae).